# Симм, Джон
Джон Ро́нальд Симм (John Ronald Simm, род. 10 июля 1970 года в Лидсе, Уэст-Йоркшир) — английский актёр, известный прежде всего по участию в теледетективе «Жизнь на Марсе» («Life on Mars», роль Сэма Тайлера) и научно-фантастическом сериале «Доктор Кто» (роль реинкарнированного Мастера). В числе известных телевизионных фильмов с его участием — «The Lakes» и «State of Play», а также сериалы (лауреаты премии BAFTA) «Clocking Off» и «Sex Traffic».
В 2002 году в фильме Майкла Уинтерботтома «24 Hour Party People» Симм снялся в роли Бернарда Самнера, фронтмена New Order. В том же году на концерте в Финсбери-парке актёр вышел на сцену с New Order и исполнил «Digital», песню Joy Division.
В одном интервью Симм признался в том, что так и не научился плавать[значимость факта?].

## Биография
Родился в городе Лидсе в графстве Уэст-Йоркшир, откуда вместе с семьей уехал в 3 года в Ланкашир. Старший из трёх детей, он рос в Нельсоне, Ланкашир; однако, семья много переезжала по северо-западу Англии, включая Манчестер, Колн, Бернли и Блэкпул.
Его отец, Роланд Симм, был музыкантом, он же и научил сына играть на гитаре. В 12 лет Джон присоединился к отцу в качестве гитариста. Выступали они всё чаще, до тех пор, пока не стали слаженным полупрофессиональным дуэтом под названием «Us2». Они сотрудничали в течение пяти лет, за это время Джон поднаторел в гитарном мастерстве.
В 1986 году Симм поступил в колледж. Дебютировал в мюзиклах «Парни и куколки» и «Вестсайдская история» в блэкпулском театре. Вскоре Симм решил, что музыкальный театр его не интересует, и присоединился к любительской драматической группе, оттачивая мастерство в свободное время, играя главные роли в «Билли-лжеце» и «Амадеусе», полюбившихся большинством местных жителей. После чего он приехал в Лондон и поступил в Центр Драмы (англ. Drama Centre London) в возрасте 19 лет — очень строгая классическая театральная школа, изучение системы Станиславского не прошли даром. Джон получил высшее образование в 1992 году.
Помимо театральной карьеры, в 1990-е Симм был основателем, автором песен и гитаристом рок-группы Magic Alex. Группа два тура играла на разогреве у «Echo & the Bunnymen». Симм сыграл на гитаре в треке «Slideling» в альбоме «Echo and the Bunnymen». Также Симм играл лидер-партии на сольных выступлениях Иэна Маккалоха на разогреве перед «Coldplay». Magic Alex выпустили альбом «Dated and Sexist» и распались в 2005 году.
Профессиональный актёрский дебют Симма состоялся в 1992 в роли Джоби Джонсона в эпизоде телесериала «Rumpole of the Bailey». Также было множество второстепенных ролей, которые помогли отточить мастерство игры перед камерой: псих в «Чисто английском убийстве», влюблённый школьник в «Биении сердца», беглец в «Оазисе» и вор в «The Locksmith».

## Фильмография
| Год       |    | Русское название          | Оригинальное название | Роль                                                |
| --------- | -- | ------------------------- | --------------------- | --------------------------------------------------- |
| 1992      | с  | Судья Рампол              | Rumpole of the Bailey | Джоби Джонсон / Joby Jonson                         |
| 1993      | с  | Оазис                     | Oasis                 | Роберт Пош / Posh Robert                            |
| 1993      | с  | Биение сердца             | Heartbeat             | Ричард Френсис / Richard Francis                    |
| 1993      | с  | Чисто английское убийство | The Bill              | Пол Джеффрис / Paul Jeffries                        |
| 1994      | тф |                           | A Pinch of Snuff      | Клинт Хеппелвайт / Clint Heppelwhite                |
| 1994      | тф | Мясо                      | Meat                  | Чечил / Cecil                                       |
| 1994—1995 | с  | Люди мира                 | Men of the World      | Киндли Бейнс / Kendle Bains                         |
| 1995      | с  | Чиллер                    | Chiller               | Гэри Кингстон / Gary Kingston                       |
| 1995      | с  | Метод Крекера             | Cracker               | Билл Нэш / Bill Nash                                |
| 1995      | ф  | Банда из Бостона          | Boston Kickout        | Фил / Phil                                          |
| 1997      | ф  | Диана и я                 | Diana & Me            | Нил / Neil                                          |
| 1997—1999 | с  | Озёра                     | The Lakes             | Дэнни Кавана / Danny Kavanagh                       |
| 1998      | ф  | Память Джейн              | Understanding Jane    | Оз / Oz                                             |
| 1999      | ф  | В отрыв!                  | Human Traffic         | Джип / Jip                                          |
| 1999      | ф  | Чудесная страна           | Wonderland            | Эдди / Eddie                                        |
| 2000      | тф | Простить и забыть         | Forgive and Forget    | Тео / Teo                                           |
| 2000      | тф | Никогда никогда           | Never Never           | Джон Парлоур / John Parlour                         |
| 2001      | с  | Долбанутые                | Spaced                | Стефен Эдвардс / Stephen Edwards                    |
| 2002      | ф  | Круглосуточные тусовщики  | 24 Hour Party People  | Бернард / Bernard                                   |
| 2002      | ф  | Миранда со льдом          | Miranda               | Фрэнк / Frank                                       |
| 2002      | тф | Волшебный час             | Magic Hour            | Алекс / Alex                                        |
| 2002      | тф | Преступление и наказание  | Crime and Punishment  | Раскольников / Raskolnikov                          |
| 2002      | тф | Белый зубы                | White Teeth           | Мистер Хиро / Mr. Hero                              |
| 2003      | с  | Большая игра              | State of Play         | Кэл Маккэффри / Cal McCaffrey                       |
| 2003      | с  | Кентерберийские рассказы  | Canterbury Tales      | Эйс / Ace                                           |
| 2004      | ф  | Десятиминутное кино       | Ten Minute Movie      | Ник / Nick                                          |
| 2004      | тф | Лондон                    | London                | Фридрих Энгельс / Friedrich Engels                  |
| 2004      | тф | Римская империя: Нерон    | Imperium: Nerone      | Калигула / Caligula                                 |
| 2004      | тф | Секс-трафик               | Sex Traffic           | Даниэль Апплетон / Daniel Appleton                  |
| 2005      | тф | Синий / Оранжевый         | Blue / Orange         | Доктор Брюс Флахерти / Dr. Bruce Flaherty           |
| 2005      | ф  | Братья Рок-н-Ролл         | Brothers of the Head  | Ботмен / Boatman                                    |
| 2005      | ф  | ДьяволВуд                 | Devilwood             | Гэбриэл / Gabriel                                   |
| 2007      | тф | Жёлтый дом                | The Yellow House      | Винсент Ван Гог / Vincent Van Gogh                  |
| 2006—2007 | с  | Жизнь на Марсе            | Life on Mars          | Сэм Тайлер / Sam Tyler                              |
| 2007—2017 | с  | Доктор Кто                | Doctor Who            | Мастер (Гарольд Саксон) / The Master (Harold Saxon) |
| 2008      | с  | Любовница Дьявола         | The Devil’s Whore     | Эдвард Сексби / Edward Sexby                        |
| 2008      | ф  | Вторник                   | Tu£sday               | Силвер / Silver                                     |
| 2009      | тф | Скеллиг                   | Skellig               | Дейв / Dave                                         |
| 2010      | с  | Двигаясь вперед           | Moving On             | Мышь / Mouse                                        |
| 2011—2013 | с  | Бешеные псы               | Mad Dogs              | Бакстер / Baxter                                    |
| 2011      | с  | Изгнание                  | Exile                 | Том Ронштадт / Tom Ronstadt                         |
| 2012      | с  | Военная ферма             | Wartime Farm          | Нарратор / Narrator                                 |
| 2012      | тф | Повседневность            | Everyday              | Йен / Ian                                           |
| 2013      | с  | Деревня                   | The Village           | Джон Миддлтон / John Middleton                      |
| 2014      | с  | Жертва                    | Prey                  | Маркус Фарроу / Marcus Farrow                       |
| 2014      | с  | Злоумышленники            | Intruders             | Джек Уилан / Jack Whalen                            |
| 2015      | с  | Код убийцы                | Code of a Killer      | Алек Джеффрис / Alec Jeffreys                       |
| 2016—2017 | с  | Ловушка                   | The Catch             | Рис / Rhys                                          |
| 2018      | с  | Соучастник                | Collateral            | Дэвид Марс / David Mars                             |